# Yatsushiro
Yatsushiro (八代市 Yatsushiro-shi?) es una ciudad en la prefectura de Kumamoto, Japón, localizada en la parte suroeste de la isla de Kyūshū. El 1 de marzo de 2021 tenía una población estimada de 122 134 habitantes y una densidad de población de 179 personas por km². Es la segunda ciudad más grande de la prefectura después de la ciudad de Kumamoto.

## Geografía
Yatsushiro se encuentra en la parte central de la prefectura de Kumamoto, en el noreste del mar de Yatsushiro y frente a las islas Amakusa. Limita con la ciudad de Uki, los pueblos de Misato, Yamato, Ashikita, Hikawa, las villas de Mizukami, Itsuki, Yamae y Kuma, así como con Shiiba en la prefectura de Miyazaki.

## Demografía
Según los datos del censo japonés, la población de Yatsushiro ha descendido en los últimos 60 años.
| Gráfica de evolución demográfica de Yatsushiro entre 1940 y 2015 |
|                                                                  |
| Oficina de Estadísticas de Japón                                 |